# Свободное слово (ассоциация)
«Свободное слово» — российская ассоциация литераторов, журналистов, переводчиков, редакторов, издателей, профессиональных блогеров.
Ассоциация создана в 2017 году в Москве, в контексте острого кризиса Русского ПЕН-центра. Её членами стали многие члены Русского ПЕН-центра, не удовлетворённые переменами в организации, постепенно численный состав ассоциации рос и к середине 2018 года в неё входили около 100 писателей, журналистов и блогеров. Председатель ассоциации — Александр Архангельский. Ассоциация кооперируется с российским отделением Международного ПЕН-клуба, организацией ПЭН-Москва.
Ассоциация занимается правозащитной деятельностью в сфере свободы слова и декларировала связь своей деятельности с духом и буквой «Хартии Международного ПЕН-Клуба». Основные задачи — наблюдение за ситуацией со свободой слова в России, сбор и анализ информации об ограничениях и нарушениях прав на литературное и журналистское творчество.
Члены ассоциации подготовили и представили публично ряд аналитических докладов и обзоров.
Ассоциация выступала с заявлениями и обращениями.
Многие заявления АСС открыты для подписания профессионалами в сфере словесного творчества. Обращение АСС и ПЭН-Москва о событиях лета 2019 года в Москве подписали около 500 писателей, поэтов, драматургов, журналистов, публицистов, переводчиков, критиков, литературоведов и филологов. Оно было названо одним из незарегистрированных кандидатов в Думу Москвы и известным участником московского общественного движения Еленой Русаковой «лучшим текстом о том, что происходит». Заявление в поддержку Кирилла Серебренникова и Софьи Апфельбум подписали около 400 человек. Заявление в поддержку Гасана Гусейнова подписали несколько сотен литераторов и журналистов; оно вызвало и критические отклики.
С 2017 года АСС и ПЭН-Москва провели ряд поэтических чтений, в том числе в рамках ежегодного Фестиваля Свободы в Сахаровском центре, приуроченного к дню рождения Андрея Сахарова. Эта сторона деятельности ассоциации отражена в литературном сборнике «Свободные чтения».